# زيرتنغ (مقاطعة دورود)
زيرتنغ (بالفارسية: زیرتنگ) هي قرية تقع في قسم دورود الريفي (مقاطعة دورود) في إيران. يقدر عدد سكانها بـ 55 نسمة بحسب إحصاء 2016.